# 张世衡 (嘉靖举人)
张世衡，閩縣人，明朝政治人物。举人出身。
张世衡於1549年以松江府同知接替方兴邦署任南直隸松江府上海县知县一职。